# Palacio de la Aduana (Málaga)
El Palacio de la Aduana de Málaga es un edificio proyectado en 1788, destinado en su uso inicial a atender el tráfico del puerto. Situado junto al parque de Málaga, actualmente es la sede del Museo de Málaga.

## Historia

### Antecedentes
La ciudad de Málaga siempre contó con una aduana en la que registrar las mercancías que llegaban por mar y cobrar los derechos de arancel. La creación del puerto de Málaga en el siglo XVIII y el espacio ganado al mar hicieron que la antigua aduana, ubicada en las Atarazanas, quedara separada del mar, por lo que la ciudadanía pronto demandó la construcción de un nuevo edificio.

### Palacio de la Aduana
En la etapa del ilustrado malagueño Luis de Unzaga y Amézaga como presidente de la Junta de Reales Obras del Puerto de Málaga y como gobernador de la Comandancia general de las costas del Reino de Granada que incluía a la provincia marítima de Málaga (1786-1793), el monarca Carlos III aprobó, por Real Orden de 16 de agosto de 1787, la construcción de la nueva aduana, debido especialmente a la intensa actividad marítima tras liberar el comercio con América. El arquitecto encargado fue Pedro Nolasco Ventura, a pesar de que el proyecto original fue obra de Manuel Martín Rodríguez. Miguel del Castillo y Nieva e Ildefonso Varcárcel llevaron la dirección de la obra durante la primera etapa de construcción hasta la invasión francesa. El 20 de octubre de 1791, aún en la etapa del gobernador Unzaga, se colocó la primera piedra.
Las obras se suspendieron en 1810 debido a la Guerra de Independencia. Los franceses saquearon la construcción y se llevaron materiales por valor de dos millones de reales. Las obras se reanudaron en 1826 en un estilo neoclásico a la manera de los palacios renacentistas italianos: con cuatro crujías en torno a un patio central porticado. 

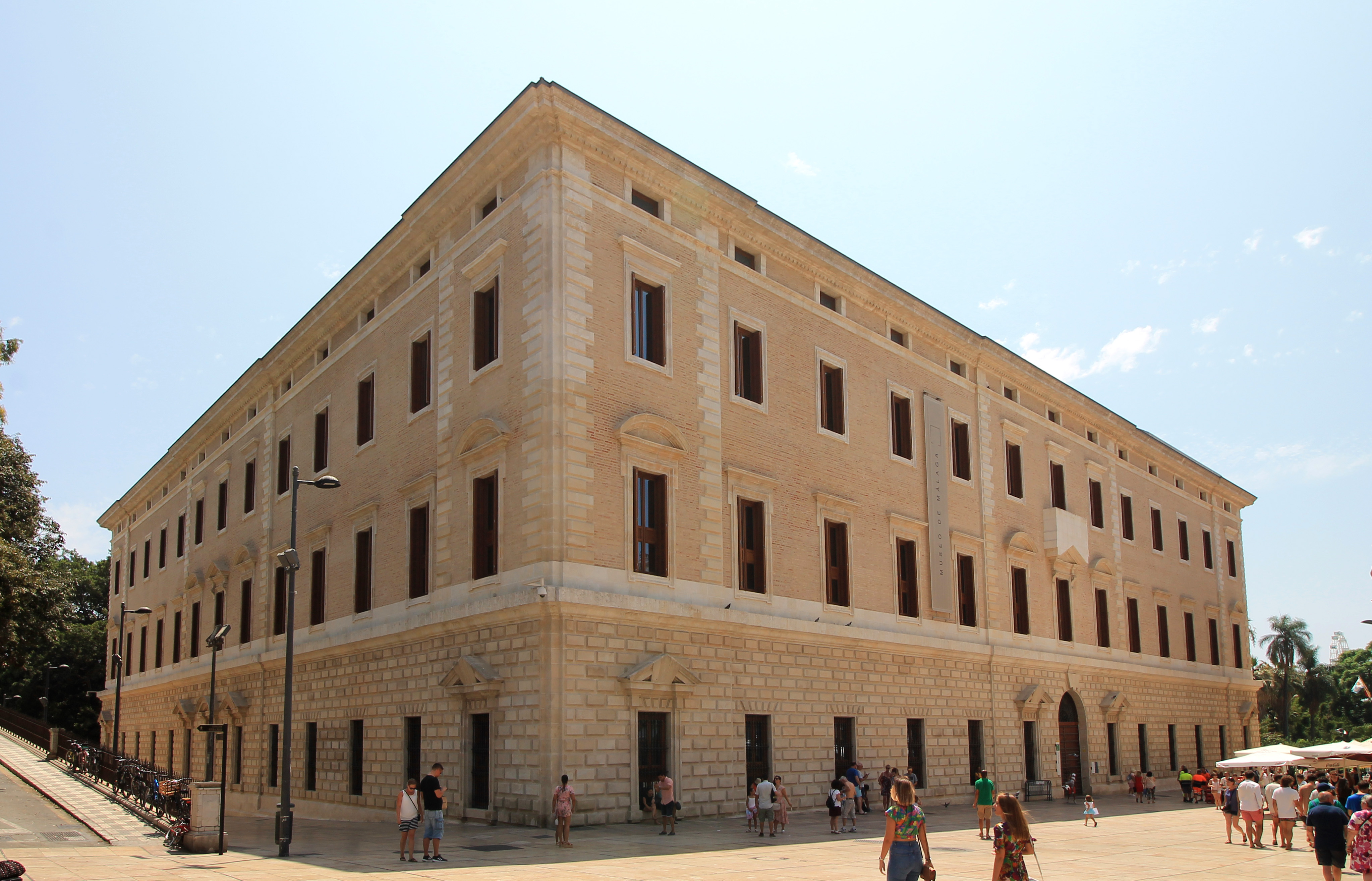
Vista desde el ángulo norte.

Aunque estaba pensado para ser aduana, se inauguró en 1829 como Real Fábrica de Tabaco, en 1839 se ocupó como dependencias de la Hacienda Pública y más tarde fue Diputación Provincial y Subdelegación del Gobierno en la provincia. El edificio destaca por sus muros almohadillados y por las altas palmeras que flanquean su fachada principal.
En este lugar pasaron la noche Isabel II y su marido durante la visita a Málaga en 1862, después de que la sociedad malagueña no encontrara un lugar idóneo para que pasaran la noche, decidieron acomodarlos en este edificio y comprar muebles lujosos, que tras la visita real se revendieron. También recibió la visita del monarca Alfonso XII en 1877.
El edificio sufrió un grave incendio en la madrugada del 26 de abril de 1922, en el que 28 personas del personal subalterno que vivían en la buhardilla fallecieron por quemaduras, asfixia o saltos al vacío. El edificio perdió la mansarda en aquel incendio.
Durante la dictadura franquista fue sede del Gobierno Civil de la provincia y en los calabozos de la Comisaría de policía instalada en el semisótano de su esquina norte fueron torturados los militantes de las fuerzas obreras y democráticas. El cantante y actor Frank Sinatra estuvo en estos calabozos en 1964 tras ser detenido y multado por escándalo público cuando se encontraba en España grabando la película El coronel Von Ryan en el Caminito del Rey. En la etapa democrática fue sede de la subdelegación del gobierno.  

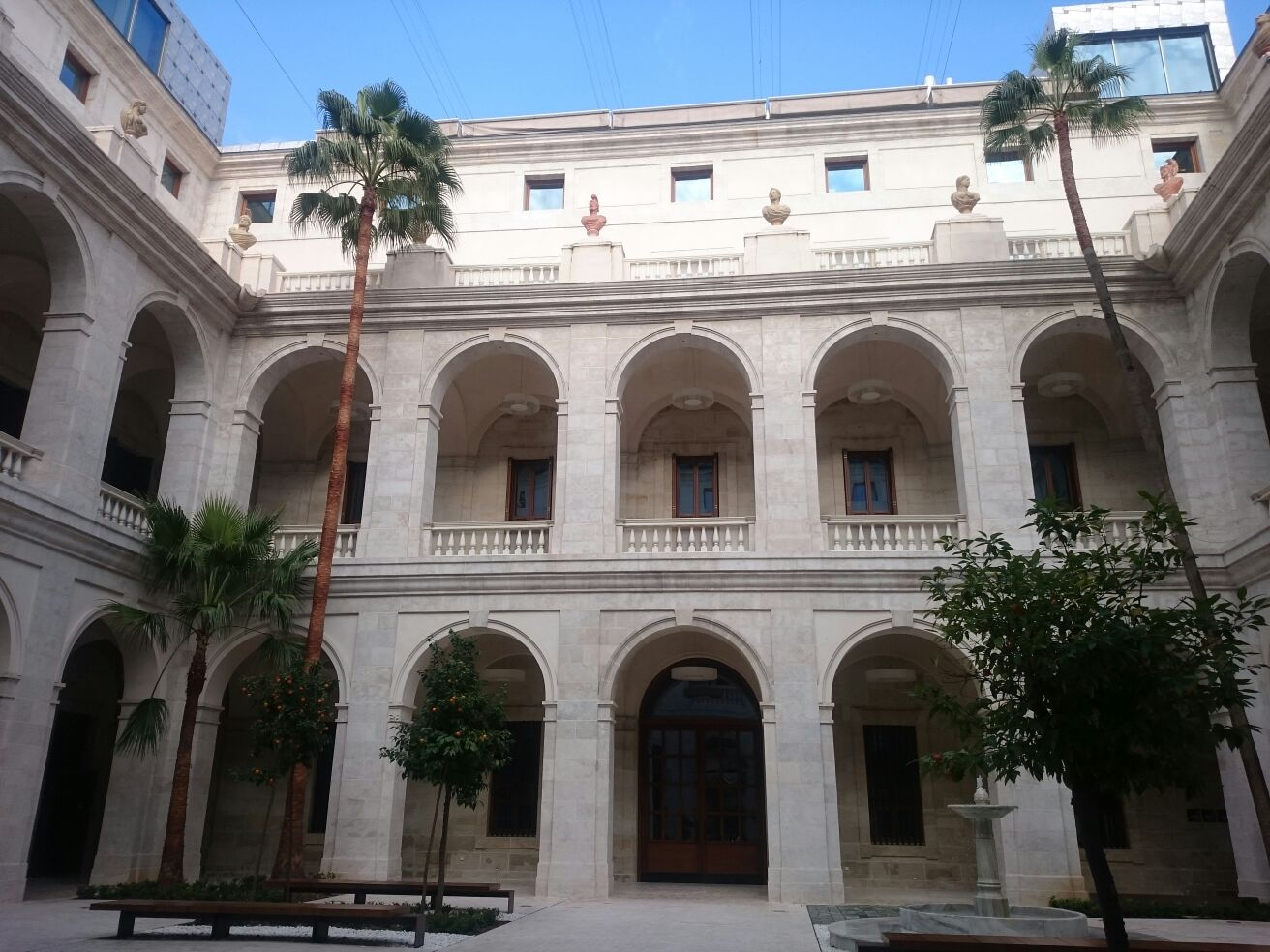
Patio interior.

### Museo de Málaga
En 2006, el Gobierno adjudicó la redacción del proyecto para trasladar el Museo de Málaga a la Aduana y en 2007 todas las dependencias administrativas abandonaron el edificio. A partir del 2009 y hasta 2014, se llevaron a cabo las obras de rehabilitación del Palacio que han posibilitado su nuevo uso como museo, en el que se aglutinan las colecciones de los antiguos Museos de Bellas Artes y Arqueológico malacitanos. En dicha rehabilitación se recuperó la cubierta original del edificio que era inclinada a dos aguas, perdida tras el incendio de 1922.
El 12 de diciembre de 2016, se inauguró oficialmente el Museo de Málaga en el edificio tras la restauración, en el que se recuperó el patio como plaza de uso público, la planta baja como almacén visitable, tienda, cafetería y venta de entradas; la primera planta como exposición de Bellas Artes; la segunda como exposición de Arqueología y la última como mirador y restaurante.